# Чиндуин
Чиндуин или (Чиндвин) (на бирмански: ချင်းတွင်းမြစ်) е река в западната част на Мианмар, десен (най-голям) приток на Иравади. Дължина около 1100 km, площ на водосборния басейн около 114 000 km² (част от него е на индийска територия). Река Чиндуин води началото си на 1375 m н.в., под името Танайн от западните склонове в най-южната част на хребета Кумун, в щата Качин. В най-горното си течение тече на север, след което завива на северозапад и пресича платото Хукаун. В района на град Нумброн заобикаля от север хребета Ванту и рязко завива на юг, като запазва това направление до устието си. След град Нинбога вече под името Чиндуин на протежение повече от 400 km тече в сравнително широка и залесена долина между хребетите Поуния на запад и Зибию на изток, като силно меандрира, а водите ѝ се използват за напояване. В района на град Кин навлиза в Иравадийската равнина и западно от град Мийнгян, на 60 m н.в. се влива отдясно в река Иравади чрез 3 ръкава. Основни притоци: леви – Намбю, Ую; десни – Таюн, Тузу, Намуе, Йу, Мита, Патхолоун. Подхранването ѝ е предимно дъждовно, с ясно изразен мусонен режим и лятно пълноводие. Среден годишен отток над 4000 m³/s. По време на пълноводие е плавателна до устието на река Ую (над 600 km), а в сухия сезон – над 400 km. Долината ѝ е гъсто населена, но големи градове няма. Най-големия е Монива, в долното ѝ течение..